# 台東区立根岸小学校

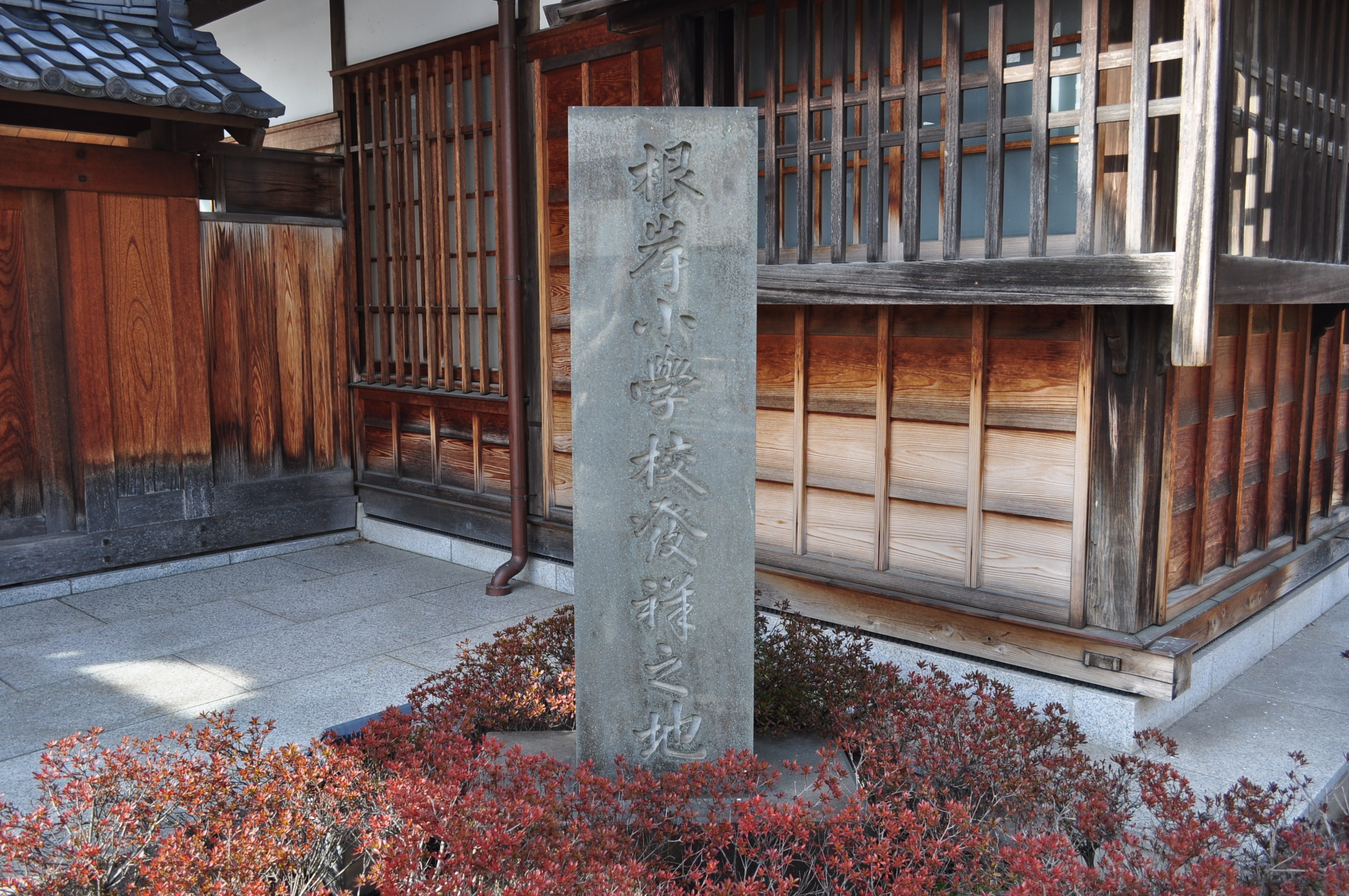
根岸小学校発祥之地碑（根岸三丁目12番38号 2018年1月31日撮影）

台東区立根岸小学校（たいとうくりつ ねぎししょうがっこう）は、東京都台東区根岸にある区立小学校。

## 概要
1871年（明治4年）、学制公布より前に、金沢藩主前田氏等の寄付金を基に創立された。北区、荒川区等からの越境通学が多かった。
現在の校歌は1906年（明治39年）に佐佐木信綱作詞、天谷秀作曲で作られた。附属幼稚園（台東区立根岸幼稚園）も1889年創立の伝統を誇る。最寄り駅はJR鶯谷駅、東京メトロ日比谷線入谷駅等。児童は全員制服・制帽を着用。

## 沿革
- 1874年（明治7年）2月22日 - 中根岸町西蔵院庫裡に「第2中学区5番小学根岸学校」として開校。
- 1887年（明治20年）4月1日 - 根岸尋常高等小学校と改称、中根岸町29番地、新校舎建設。
- 1889年（明治22年）7月6日 - 金杉村戸長より下谷区長に引き継がれ、東京市下谷区根岸尋常高等小学校と改称。
- 1908年（明治41年）4月1日 - 義務教育が6年間となったため、高等科を廃し、東京市根岸小学校と改称、児童716名。
- 1913年（大正2年）11月25日 - 上根岸62、63、65番地965坪の敷地に新校舎建設移転。
- 1941年（昭和16年）4月1日 - 国民学校令により、東京市根岸国民学校と改称。
- 1943年（昭和18年）7月1日 - 東京府と東京市が統合した東京都発足（東京都制施行）により、東京都根岸国民学校と改称。
- 1947年（昭和22年）4月1日 - 学制改革により、東京都台東区立根岸小学校と改称。
- 1966年（昭和41年）9月14日 - 佐藤栄作内閣総理大臣が来校・参観。
- 1984年（昭和59年）8月24日 - 新校舎落成。
- 2000年（平成12年）10月16日 - 「教育改革国民会議」が来校・参観[3]。
- 2022年（令和4年）3月31日 - 大規模改修工事完了。
- 2023年（令和5年）1月 - 全教科 区研究協力校・全教科 小学校教科担任制等推進指定校となる[4]。

## 通学区域
東京都台東区教育委員会によって指定されている根岸小学校の通学区域は、以下の通り。
- 根岸一丁目（2番-10番）
- 根岸二丁目（全域）
- 根岸三丁目（1番-12番、14番、23番-25番）
- 根岸四丁目（8番）
- 上野桜木一丁目（全域）
- 上野桜木二丁目（全域）
- 上野公園（12番-18番）

## 進学先中学校
公立中学校に進学する場合は次の3校が東京都台東区教育委員会により指定されている。
- 台東区立忍岡中学校 - 根岸一丁目（2番-10番）、根岸二丁目、根岸三丁目（1番-12番、14番、24番、25番）、上野桜木一丁目（15番11号-24号、16番66号-69号）、上野公園（15番1号-8号・21号-26号、16番1号-10号・22号-28号、17番8号-26号、18番）から通う児童
- 台東区立柏葉中学校 - 根岸三丁目（23番）、根岸四丁目（8番）から通う児童
- 台東区立上野中学校 - 上野桜木一丁目（1番-14番、15番1号-10号・25号-31号、16番1号-65号・70号-75号）、上野桜木二丁目、上野公園（12番-14番、15番9号-20号、16番11号-21号、17番1号-7号）から通う児童

## 学校周辺
- 台東区立根岸幼稚園 - 同一敷地内で、進級前幼稚園の一つ。
- 上根岸公園 - 敷地が隣接
- 円光寺
- 東京都道313号上野尾竹橋線
- 東京都道58号台東川口線
- 東京都道319号環状三号線
- 入谷区民館根岸分館
- JR東日本山手線・京浜東北線鶯谷駅

## 著名な出身者
- 多田文男（地理学者、東大教授）
- 山際正道（日銀総裁）
- 市村羽左衛門（俳優）
- 有吉佐和子（作家）
- 初代林家三平（落語家）
- 九代目林家正蔵（落語家、落語協会副会長、初代林家三平の長男）
- 林家たま平（落語家、九代林家正蔵の長男）
- 林家ぽん平（落語家、九代林家正蔵の次男）
- 川田順（歌人）
- 池波正太郎（作家）
- 眞恵子（元バレーボール選手）
- 山本泰寛（プロ野球選手）

## 所在地
- 東京都台東区根岸3丁目9番8号

## アクセス
- 都営バス「草41」系統で、「上根岸」バス停下車後、徒歩1～2分。
- JR東日本山手線・京浜東北線鶯谷駅（北口）から、徒歩2分[8]。